# 仲村正治
仲村 正治（なかむら せいじ、1931年9月6日 - 2018年11月15日）は、日本の政治家。位階は従三位。
衆議院議員（7期）、沖縄県議会議員（2期）、那覇市議会議員（1期）などを歴任。

## 来歴・人物
1969年に那覇市議会議員、1976年に沖縄県議会議員となり、沖縄県政界における地位を築く。1983年に第37回衆議院議員総選挙で初当選し、1度の落選を挟んで7回当選（83年当選同期に田中直紀・熊谷弘・二階俊博・額賀福志郎・野呂田芳成・衛藤征士郎・田中秀征・尾身幸次・北川正恭・町村信孝・伊吹文明・自見庄三郎・大島理森・野呂昭彦・中川昭一・鈴木宗男・甘利明など）。1993年6月の宮澤内閣不信任案採決直前に沖縄開発庁政務次官を辞任し不信任案に賛成、改革フォーラム21ごと自民党を集団離党する。新生党結成や新進党結党に参加するも、1997年9月、新進党を離党し、自民党に復党。
2005年の総選挙では自民党は比例区における73歳定年制の原則を崩し、特例として74歳の仲村を比例九州ブロックの比例名簿上位（3位単独）に登載し、当選。沖縄県内選挙区における公明党との選挙区調整を理由とされる。
2007年8月、党紀委員長、党人事委員長に就任。国土審議会離島振興対策分科会委員を務め、2009年7月21日の衆議院解散に伴い政界から引退する。
衆議院議員時代は日韓議員連盟、日韓海底トンネル推進議員連盟、神道政治連盟国会議員懇談会に所属していた。
当選7回の自民党議員でありながら、一度も入閣しなかった。同様の議員は他に二田孝治・山口泰明がいる。2021年の第49回衆議院議員総選挙を終えた時点では、逢沢一郎・谷川弥一らが当選7回以上の自民党議員でありながら入閣していない。
2009年11月3日、平成21年秋の叙勲において旭日大綬章を受章した。
2018年11月15日、敗血症のため那覇市の病院で死去。87歳没。日本国政府は死没日をもって従三位に叙した。